# Ходув (гмина)
Ходув (пол. Chodów) — сельская гмина (волость) в Польше, входит как административная единица в Кольский повет, Великопольское воеводство. Население — 3510 человек (на 2004 год).

## Соседние гмины
1. Гмина Дашина
2. Гмина Домбровице
3. Гмина Грабув
4. Гмина Клодава
5. Гмина Кросневице
6. Гмина Пшедеч